# Tiranet de la Guaiana
El tiranet de la Guaiana (Zimmerius acer) és un ocell de la família dels tirànids (Tyrannidae).

## Hàbitat i distribució
Habita el bosc i vegetació secundària de les terres baixes les Guaianes i nord-est del Brasil.